# Bárður Oskarsson

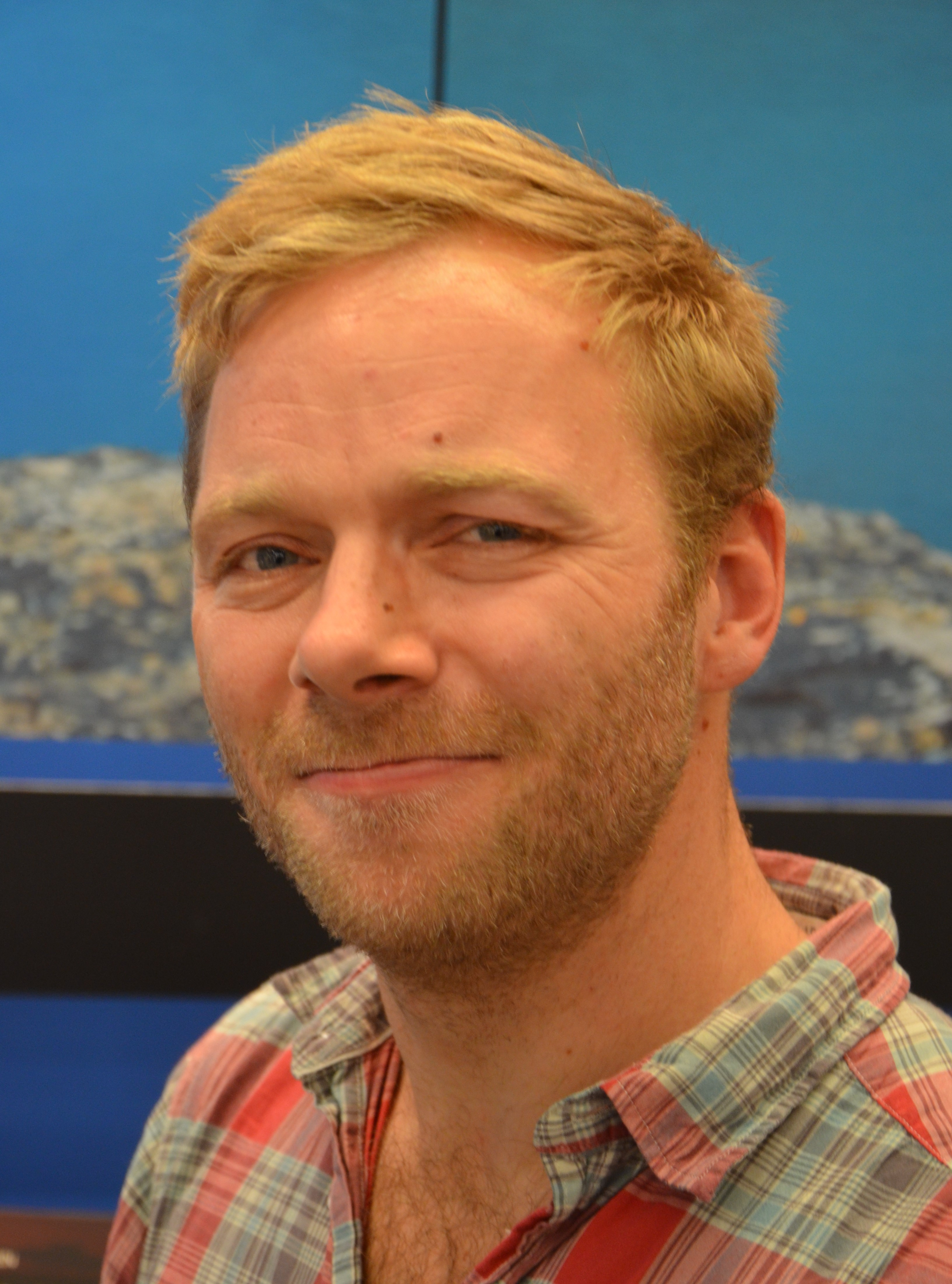
Bárður Oskarsson på Bokmässan i Göteborg 2014.

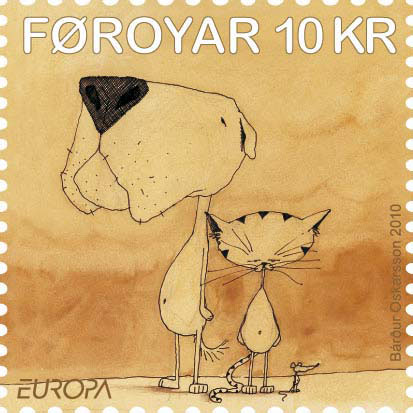
Teckning av Bárður Oskarsson på frimärke

Bárður Oskarsson, född 1972 i Torshamn, är en färöisk barnboksförfattare, bildkonstnär och illustratör. För boken Ein hundur, ein ketta og ein mús erhöll han Västnordiska rådets barn- och ungdomslitteraturpris 2006 och 2014 var han nominerad till Nordiska rådets pris för barn- och ungdomslitteratur med boken Flata kaninin och 2016 med boken Stríðið um tað góða grasið. 2018 tilldelades han Nordiska rådets barn- och ungdomslitteraturpris för bilderboken Træið (”Trädet”).